# Avenida Delfim Moreira
A Avenida Delfim Moreira é um importante logradouro da Zona Sul da cidade do Rio de Janeiro. Situada no Leblon, fica a beira-mar, separando o bairro da praia do Leblon, banhada pelo Oceano Atlântico.
Possui um dos metros quadrados mais caro do país, que atualmente custa em média R$ 22 mil.